# François-Nicolas Martinet
François-Nicolas Martinet (c 1760 - 1800) foi um engenheiro, gravador e naturalista francês.
Martinet gravou em placas de numerosas obras sobre história natural, especialmente ornitologia. Notável, em particular, são seus trabalhos em l'Ornithologia, sive Synopsis methodica de Mathurin Jacques Brisson (1760-1763).